# Château de Xivert
Commanderie d'Alcalà de Xivert
Le château de Xivert est une ancienne forteresse templière située dans l'actuelle commune d'Alcalà de Xivert, dans la communauté valencienne en Espagne.

## Description géographique

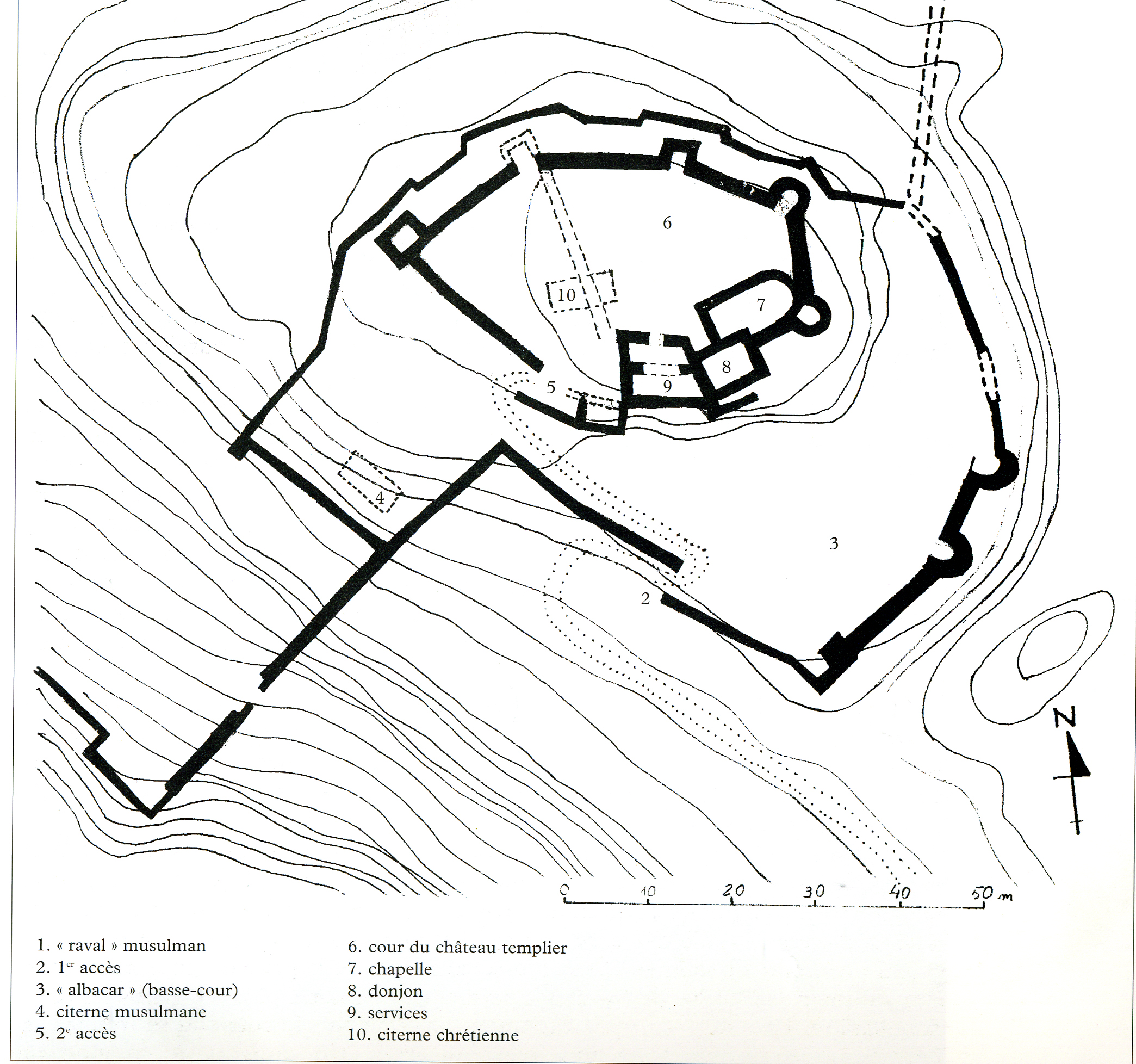
Plan du château de Xivert (d/. Bazzana et Guichard)

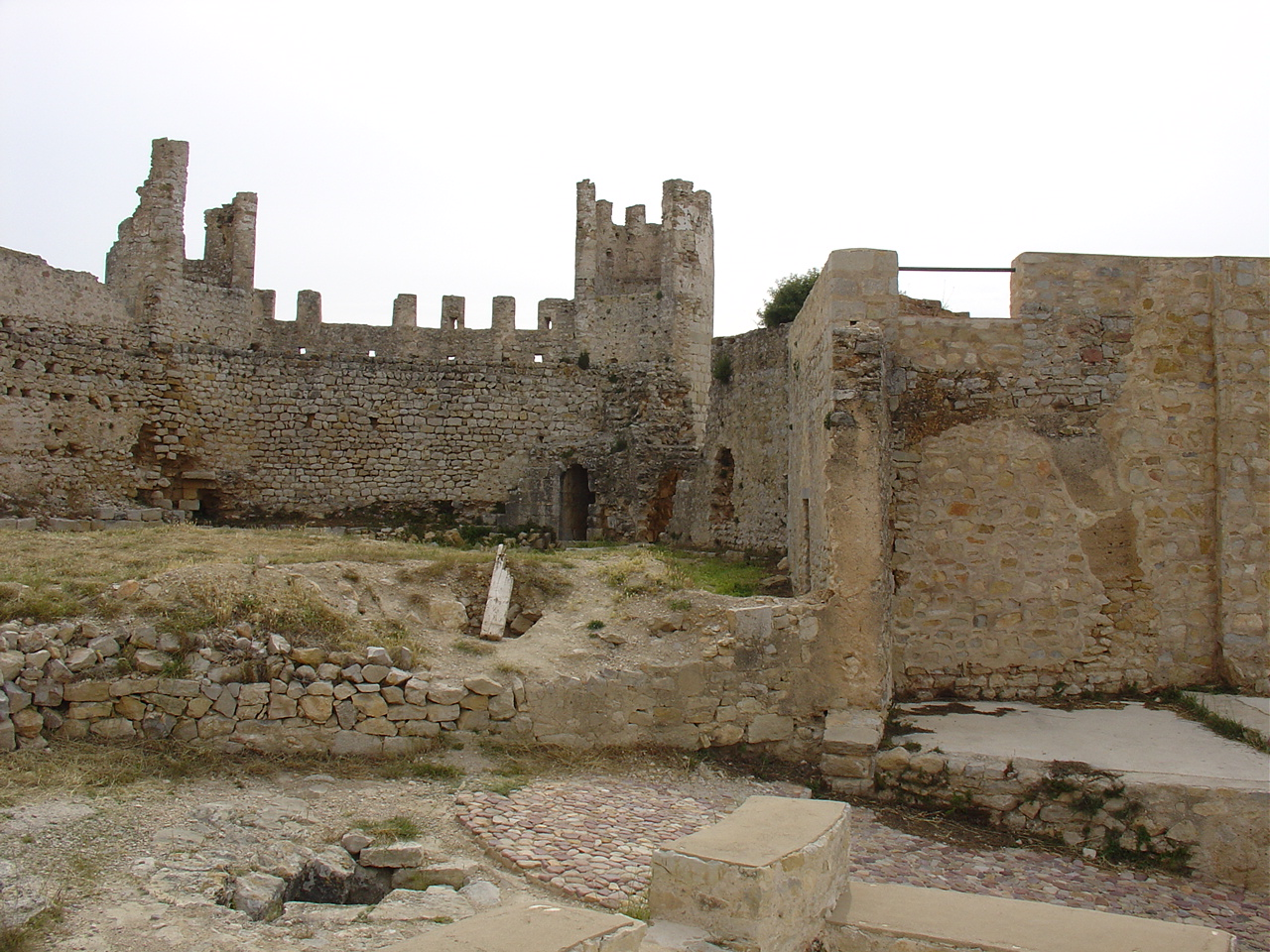
Châteaux de Xivert, cour du château templier, 2005.

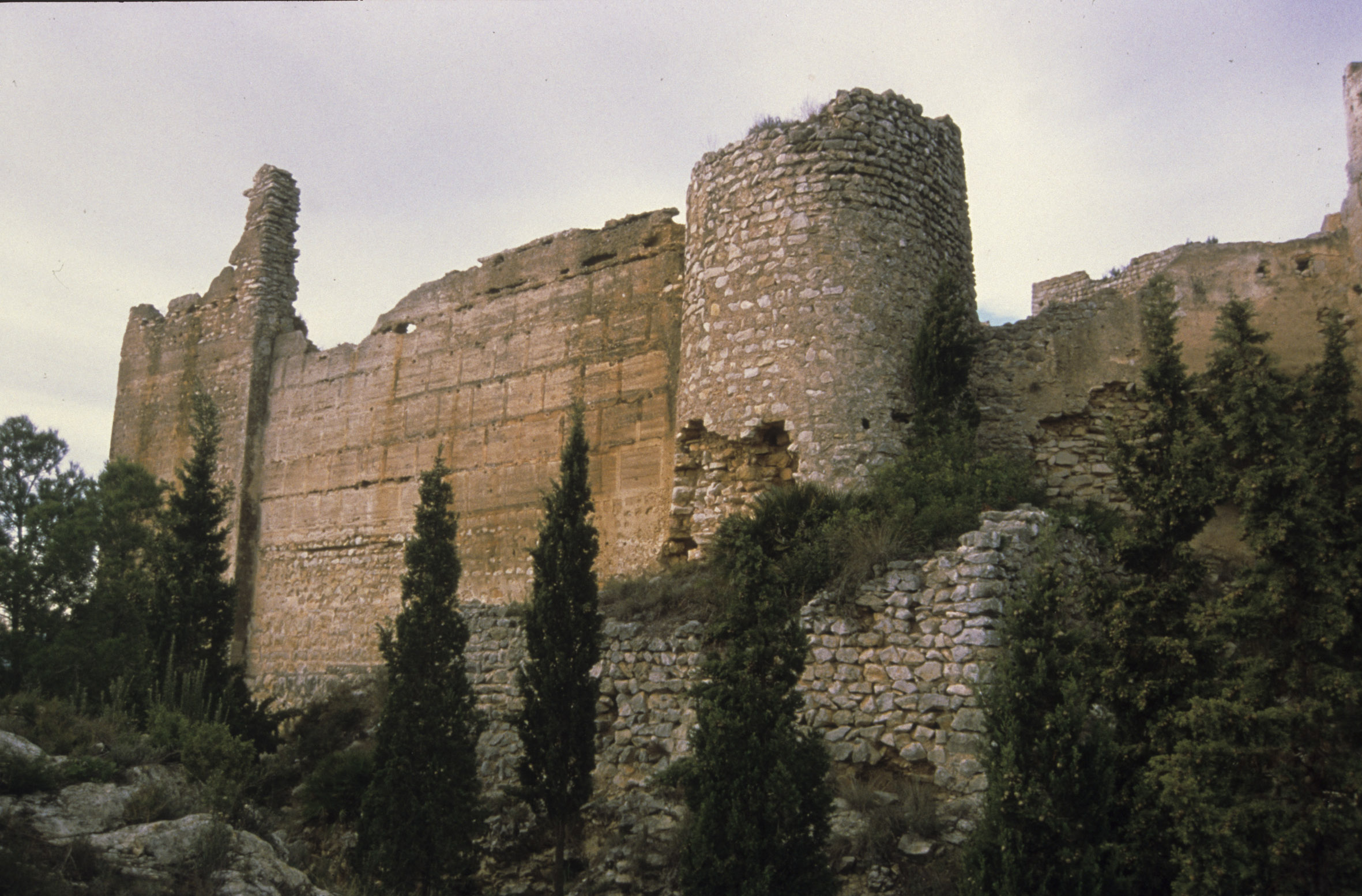
Château de Xivert, rempart de l'albacar musulman, 1997.

Forteresse templière de la province d'Aragon. Elle a été construite sur une colline rocheuse du côté ouest de la chaîne d'Irta, surplombant la plaine d'Alcala de Xivert.

## Description
Le château comprend plusieurs parties appelées l'albacar ou basse cour, la saloquia et le raval. L'ensemble mesure environ 50 mètres de large et 70 mètres de long.
L'accès à la forteresse se fait par le raval au sud, une pente naturelle, et un chemin. Puis, un passage coudé permet d'accéder à la basse-cour close par un premier rempart. L'accès à la forteresse se fait par un deuxième accès coudé pratiqué dans la deuxième enceinte. À l'est de l'entrée se trouvaient les bâtiments. Il reste les traces du donjon, la chapelle et des bâtiments pour le service, ainsi que d'une ancienne citerne chrétienne. 
L'alcabar a une surface polygonale protégée par un mur percè de meurtrières. Au sud, il possède trois tours dont une tour carré très endommagée. Il disposait d'une citerne d'origine musulmane.
Le village de Xivert qui entoure la forteresse, était protégé à l'est par un mur en pisé et par la roche naturelle sur les autres côtés.

## Histoire
Le château de Xivert fut donné à l'ordre du Temple en 1169 par Alphonse le Chaste alors qu'il était toujours occupé par les musulmans. Finalement, les Templiers en prirent possession au XIIIe siècle. Ils en firent le centre d'un bailliage et développèrent les agglomérations environnantes grâce à des chartes de peuplement (cartas de població). Alcalà de Xivert fut fondée en 1251, Alcocebre, Almedijar et Castellnou en 1261. Après la dissolution de l'ordre du Temple, la forteresse devint la propriété de l'Ordre de Montesa. Son importance diminua grandement après l'expulsion des Morisques en 1610 et il fut rattaché à la ville d'Alcalà de Xivert en 1632.

### Une commanderie
Une « baillie » de l'ordre du Temple correspondait à un ensemble de commanderies destinées à produire des ressources et réunir des fonds pour leurs actions en Terre-Sainte. Xivert devint le chef-lieu de cette commanderie principale d'où était administré l'ensemble du bailliage le tout aux ordres du maître de la province d'Aragon et de Catalogne.
| Commandeur            | Période   |
| --------------------- | --------- |
| Bernard de Bort       | 1238      |
| Guilhem Almoravid     | 1243      |
| Bertrand de Lunel     | 1244      |
| Argol                 | 1245      |
| Guilhem de Prades     | 1251-1257 |
| Arnoul de Castelví    | 1272      |
| Bernard de Pineda     | 1286-1287 |
| Lope Sánchez de Berga | c.1289    |
| Ramon de San Daniel   | 1289-1294 |

## État de conservation
Le château de Xivert est en ruine. Des fouilles archéologiques ont mis au jour les fondations de la chapelle, des écuries et la cuisine.

### Sources
- (es) Templespaña, Gran Guía de la España Templaria, Aguilar, 2012, 480 p. (ISBN 978-8-4030-1207-3, lire en ligne)
- Joan Fuguet Sans, « Xivert », dans Nicole Bériou (dir. et rédacteur), Philippe Josserand (dir.) et al. (préf. Anthony Luttrel & Alain Demurger), Prier et combattre : Dictionnaire européen des ordres militaires au Moyen Âge, Fayard, 2009, 1029 p. (ISBN 978-2-2136-2720-5, présentation en ligne)
- Joan Fuguet Sans, « Xivert, l'architecture militaire des commanderies templières de la couronne d'Aragon », dans Comité des travaux historiques et scientifiques, La commanderie, Édition du Conservatoire du Larzac templiers et hospitaliers, 2002 (ISBN 2-7355-0485-9)